# Porcine zona pellucida
 (février 2025).
Si vous disposez d'ouvrages ou d'articles de référence ou si vous connaissez des sites web de qualité traitant du thème abordé ici, merci de compléter l'article en donnant les références utiles à sa vérifiabilité et en les liant à la section « Notes et références ».
La Porcine zona pellucida est une forme de zone pellucide extraite des ovaires de truies, souvent désignée par les initiales PZP. La zone pellucide est une membrane épaisse qui entoure les œufs non fécondés de mammifères. Pour qu'un œuf soit fécondé, les spermatozoïdes doivent d'abord pénétrer dans la zone pellucide. Lorsque la porcine zona pellucida est injectée à d'autres mammifères, des anticorps sont produits et se rattachent à la zone pellucide de cet animal, empêchant les spermatozoïdes de se fixer à l'ovule, et empêchant ainsi la fécondation.
La porcine zona pellucida a été utilisée pour la contraception de la faune sauvage depuis la fin des années 1980. Les animaux sur lesquels la PZP a été employée comprennent les éléphants, les chevaux sauvages, le wapiti et le cerf de Virginie. Chez les chevaux, l'effet dure environ un an.